# サウンド・スペース
サウンド・スペースは、1975年から1976年まで活動していた上野哲（うえの てつ、現在上野旬也1948年12月18日 - ）と尼崎勝司（あまざき　かつし1950年5月3日 - ）の男性デュオ。

## 略歴
1975年、ビクターレコードから、アルバム『鏡の中の肖像』でデビューした。編曲は全編、JAZZピアニストの佐藤允彦が手掛け、日本で初めてシンセサイザーを使用したレコーディングで話題を呼ぶ。12曲中7曲が、寺山修司・佐藤允彦コンビの作品である。のちに『熱風／みだれ髪』
がシングルカットされている。
2006年11月22日には、復刻盤(紙ジャケット仕様)形式CDで発売されている。

## 経歴
ある日、山口洋子の一声で『ミニクラブ姫』へヘッドハンティングされる。ここでサウンド・スペースの前進となるトリオバンドが、音楽事務所社長の目に留まった。それがきっかけで、ビクターレコードのプロデューサーを紹介され、即日デモテープを録音する事になる。そのテープの歌声とハーモニーを佐藤允彦が聴き、デビューに至る。
スタジオミュージシャンとして、佐藤允彦（ピアノ、シンセサイザー、指揮）、村上秀一（ドラム）、江藤勲（ベース）がレコーディングに携わった。

## 作品

### アルバム
| 商品情報                                                                | 商品情報 | 商品情報 | 収録曲                 | 作詞           | 作曲                   | 編曲     |
| ----------------------------------------------------------------------- | -------- | -------- | ---------------------- | -------------- | ---------------------- | -------- |
| 鏡の中の肖像 ビクターレコード 1975年9月25日 紙ジャケ版CD 2006年11月22日 | A面      | 1        | ファージョンの童話から | 寺山修司       | 佐藤允彦               | 佐藤允彦 |
| 鏡の中の肖像 ビクターレコード 1975年9月25日 紙ジャケ版CD 2006年11月22日 | A面      | 2        | 三羽のかもめ           | 寺山修司       | 佐藤允彦               | 佐藤允彦 |
| 鏡の中の肖像 ビクターレコード 1975年9月25日 紙ジャケ版CD 2006年11月22日 | A面      | 3        | みだれ髪               | 寺山修司       | 佐藤允彦               | 佐藤允彦 |
| 鏡の中の肖像 ビクターレコード 1975年9月25日 紙ジャケ版CD 2006年11月22日 | A面      | 4        | 汽笛を鳴らそうよ       | 寺山修司       | 佐藤允彦               | 佐藤允彦 |
| 鏡の中の肖像 ビクターレコード 1975年9月25日 紙ジャケ版CD 2006年11月22日 | A面      | 5        | コーヒーアローン       | 寺山修司       | 佐藤允彦               | 佐藤允彦 |
| 鏡の中の肖像 ビクターレコード 1975年9月25日 紙ジャケ版CD 2006年11月22日 | A面      | 6        | こうもり傘のサンバ     | 滝野英治       | 尼崎勝司               | 佐藤允彦 |
| 鏡の中の肖像 ビクターレコード 1975年9月25日 紙ジャケ版CD 2006年11月22日 | B面      | 1        | 緑色の目の少女         | 寺山修司       | 佐藤允彦               | 佐藤允彦 |
| 鏡の中の肖像 ビクターレコード 1975年9月25日 紙ジャケ版CD 2006年11月22日 | B面      | 2        | 海の絵                 | 寺山修司       | 佐藤允彦               | 佐藤允彦 |
| 鏡の中の肖像 ビクターレコード 1975年9月25日 紙ジャケ版CD 2006年11月22日 | B面      | 3        | 熱風                   | 梅田一弘       | ミキス・テオド・ラキス | 佐藤允彦 |
| 鏡の中の肖像 ビクターレコード 1975年9月25日 紙ジャケ版CD 2006年11月22日 | B面      | 4        | 風のバラード           | 滝野英治       | 上野哲                 | 佐藤允彦 |
| 鏡の中の肖像 ビクターレコード 1975年9月25日 紙ジャケ版CD 2006年11月22日 | B面      | 5        | 愛はきらいよ恋が好き   | 寺山修司       | 田中未知               | 佐藤允彦 |
| 鏡の中の肖像 ビクターレコード 1975年9月25日 紙ジャケ版CD 2006年11月22日 | B面      | 6        | 夏の終わりに           | ホール・スズキ | ホール・スズキ         | 佐藤允彦 |

### シングル
- 熱風／みだれ髪（ビクターレコード、SF-102）